# Фарезин, Джанни
Джанни Фарезин (итал. Gianni Faresin; род. 16 июля 1965, в Маростике, провинция Виченца, области Венеция, Италия) —  итальянский профессиональный шоссейный велогонщик. Чемпион Италии в групповой гонке (1997).

## Достижения
1982
1-й Giro di Basilicata (юниоры) — Генеральная классификация
1985
3-й Grand Prix de Poggiana U23
1987
3-й Giro d'Oro
1991
1-й Гран-при Индустрия и Артиджанато ди Ларчано
1-й Гран-при города Камайоре
1992
1-й Гран-при Индустрия и Артиджанато ди Ларчано
2-й Чемпионат Италии — Групповая гонка
2-й Гран-при города Камайоре
3-й Giro di Toscana
1993
2-й Классика Сан-Себастьяна
1994
1-й — Этап 5 Джиро дель Трентино
3-й Чемпионат Италии — Групповая гонка
3-й Трофей Мелинды
3-й Гран-при города Камайоре
8-й Leeds International Classic
9-й Тур Романдии
1995
1-й Джиро ди Ломбардия
1-й Hofbrau Cup — Генеральная классификация 
1-й - Этап 3
2-й Флоренция — Пистойя
2-й Джиро дель Венето
3-й Трофей Мелинды
1996
1-й - Этап 3 Джиро дель Трентино
2-й Тур Швейцарии
2-й Кубок Сабатини
3-й Джиро дель Аппеннино
1997
1-й  Чемпион Италии — Групповая гонка
1-й Гран-при Индустрия и Артиджанато ди Ларчано
9-й Тур Страны Басков
9-й Вуэльта Испании
1998
2-й Джиро дель Венето
6-й Джиро д’Италия
1999
2-й Париж — Тур
2000
1-й LuK Challenge Chrono
2-й Кубок Сабатини
2-й Clásica de Sabiñánigo
2001
1-й Трофей Маттеотти
2-й Tour du Latium
2-й Кубок Плаччи
2-й Трофей Мелинды
3-й Классика Примавера
3-й Гран-при города Камайоре
2002
2-й Кубок Уго Агостони

## Статистика выступлений

### Гранд-туры
| Гонка           | 1988 | 1989 | 1990 | 1991 | 1992 | 1993 | 1994 | 1995 | 1996 | 1997 | 1998 | 1999 | 2000 | 2001 | 2002 | 2003 | 2004 |
| --------------- | ---- | ---- | ---- | ---- | ---- | ---- | ---- | ---- | ---- | ---- | ---- | ---- | ---- | ---- | ---- | ---- | ---- |
| Джиро д'Италия  | 50   | —    | 44   | 17   | 13   | 23   | 31   | 42   | 19   | 28   | 6    | —    | —    | 19   | 21   | 17   | НФ   |
| Тур де Франс    | —    | —    | —    | —    | —    | 11   | НФ   | —    | —    | —    | —    | 23   | —    | —    | —    | —    | —    |
| Вуэльта Испании | —    | 50   | —    | —    | —    | —    | —    | —    | —    | 9    | —    | 25   | 20   | —    | —    | —    | —    |

| —  | Не участвовал  |
| НФ | Не финишировал |